# Списък с епизоди на „Монк“
Това е списъкът с епизоди на сериала „Монк“ с оригиналните дати на излъчване в САЩ и България.

## Общ преглед на сериала
| Сезон | Сезон | Епизоди | Първо излъчване                       | Дата на излизане на DVD |
| ----- | ----- | ------- | ------------------------------------- | ----------------------- |
|       | 1     | 13      | 12 юли 2002 г. – 18 октомври 2002 г.  | 15 юни 2004 г.          |
|       | 2     | 16      | 20 юни 2003 г. – 5 март 2004 г.       | 11 януари 2005 г.       |
|       | 3     | 16      | 18 юни 2004 г. – 4 март 2005 г.       | 5 юли 2005 г.           |
|       | 4     | 16      | 8 юли 2005 г. – 17 март 2006 г.       | 27 юни 2006 г.          |
|       | 5     | 16      | 7 юли 2006 г. – 2 март 2007 г.        | 26 юни 2007 г.          |
|       | 6     | 16      | 13 юли 2007 г. – 22 февруари 2008 г.  | 8 юли 2008 г.           |
|       | 7     | 16      | 18 юли 2008 г. – 20 февруари 2009 г.  | 21 юли 2009 г.          |
|       | 8     | 16      | 7 август 2009 г. – 4 декември 2009 г. | 16 март 2010 г.         |

## Сезон 1: 2002
| № | #  | Заглавие                                                                       | Режисура     | Сценарий                      | Първо излъчване      | Първо излъчване в България | Рейтинг (в милиони) |
| --- | -- | ------------------------------------------------------------------------------ | ------------ | ----------------------------- | -------------------- | -------------------------- | ------------------- |
| 1 | 1  | Г-н Монк и кандидатът, първа част ("Mr. Monk and the Candidate (Part 1)")      | Дийн Парисът | Анди Брекман                  | 12 юли 2002 г.       | 3 януари 2007 г.           | 4,76                |
| Монк разследва убийствен атентат върху Уорън Сен Клер и научава, че има нещо много повече от това. |    |                                                                                |              |                               |                      |                            |                     |
| 2 | 2  | Г-н Монк и кандидатът, втора част част ("Mr. Monk and the Candidate (Part 2)") | Дийн Парисът | Анди Брекман                  | 12 юли 2002 г.       | 4 януари 2007 г.           | 4,76                |
| В продължението на епизода Монк разкрива случая. |    |                                                                                |              |                               |                      |                            |                     |
| 3 | 3  | Г-н Монк и медиумът ("Mr. Monk and the Psychic")                               | Кевин Инч    | Джон Романо                   | 19 юли 2002 г.       | 8 януари 2007 г.           | 4,06                |
| Има ли такова нещо като шесто чувство? Когато съпругата на полицейския комисар Хари Ашкомб изчезва, тялото ѝ е мистериозно намерено от медиума Доли Флинт. Всички мислят, че тя е постигнала невъзможното – с изключение на Монк. Чудо ли е... или убийство?                                                               |    |                                                                                |              |                               |                      |                            |                     |
| 4 | 4  | Г-н Монк среща Дейл Кита ("Mr. Monk Meets Dale the Whale")                     | Роб Томпсън  | Анди Брекман                  | 26 юли 2002 г.       | 9 януари 2007 г.           | 4,87                |
| Когато местен съдия е намерен убит, всички улики сочат към един човек: усамотен магнат, тежащ 800 паунда на име Дейл Бидърбек, още познат като Дейл Кита. Но как може един човек, който не е ставал от леглото си цели 11 години, който дори не може да отиде до врата на спалнята си, да бъде отговорен за това убийство? |    |                                                                                |              |                               |                      |                            |                     |
| 5 | 5  | Г-н Монк отива в лунапарка ("Mr. Monk Goes to the Carnival")                   | Рандал Зиск  | Сайобан Бърн                  | 2 август 2002 г.     | 10 януари 2007 г.          | 4,91                |
| Виенско колело в увеселителен парк става смъртоносно, когато едно ченге и загадъчен информатор се качват на него. Когато то спира, изформаторът е мъртъв. Това изглежда като разрешен случай... освен за Монк. |    |                                                                                |              |                               |                      |                            |                     |
| 6 | 6  | Г-н Монк отива в лудницата ("Mr. Monk Goes to the Asylum")                     | Ник Марк     | Том Шарплинг и Дейвид Брекман | 9 август 2002 г.     | 11 януари 2007 г.          | 4,48                |
| След като е открит в стария дом на Труди, Монк е временно настанен в дом за душевно болни. Там, той се спира на убийство от преди десетилетия. Или разсъдъкът му си прави шегички с него? |    |                                                                                |              |                               |                      |                            |                     |
| 7 | 7  | Г-н Монк и милиардера-обирджия ("Mr. Monk and the Billionaire Mugger")         | Стивън Краг  | Тимъти Лий                    | 16 август 2002 г.    | 15 януари 2007 г.          | 4,46                |
| Компютерен милиардер е убит, докато се опитва да обере двойка пред киносалон. Изглежда, че това е криза на средната възраст, тръгнала в погрешна посока – докато Монк не разкрива истината. |    |                                                                                |              |                               |                      |                            |                     |
| 8 | 8  | Г-н Монк и другата жена ("Mr. Monk and the Other Woman")                       | Адам Аркин   | Дейвид Стърн                  | 23 август 2002 г.    | 16 януари 2007 г.          | Неизвестно          |
| Отдадеността на Монк към починалата му съпруга е подложена на изпитание, когато той среща красива разведена жена, която си е набелязала уверения невротичен и маниакален детектив. Ще се преплете ли този разрастващ се романс с разследване на убийство? Или всичко това е част от един по-голям план?                    |    |                                                                                |              |                               |                      |                            |                     |
| 9 | 9  | Г-н Монк и маратонецът ("Mr. Monk and the Marathon Man")                       | Мич Маркоуиц | Адам Девидсън                 | 13 септември 2002 г. | 17 януари 2007 г.          | 4,86                |
| Млада жена е открита убита по време на градския маратон. Главният заподозрян има перфектното алиби – надбягвал се е в състезанието. Как е възможно някой да е на две места едновременно? Работа на Монк е да разбере. |    |                                                                                |              |                               |                      |                            |                     |
| 10 | 10 | Г-н Монк на почивка ("Mr. Monk Takes a Vacation")                              | Кевин Инч    | Хай Конрад                    | 20 септември 2002 г. | 18 януари 2007 г.          | Неизвестно          |
| Монк, Шарона и Бенджи отиват за седмица почивка и релаксация, но отново се отваря работа, когато Бенджи става свидетел на убийство в плажния курорт. |    |                                                                                |              |                               |                      |                            |                     |
| 11 | 11 | Г-н Монк и земетресението ("Mr. Monk and the Earthquake")                      | Адам Шенкман | Том Шарплинг и Дейвид Брекман | 4 октомври 2002 г.   | 22 януари 2007 г.          | Неизвестно          |
| Когато филантроп от Сан Франциско умира при земетресение от ниска степен, Монк подозира, че е нагласено. |    |                                                                                |              |                               |                      |                            |                     |
| 12 | 12 | Г-н Монк и червенокосият непознат ("Mr. Monk and the Red-Headed Stranger")     | Милан Шейлов | Том Шарплинг и Анди Брекман   | 11 октомври 2002 г.  | 23 януари 2007 г.          | Неизвестно          |
| Кънтри звездата Уили Нелсън е хладнокръвен убиец? Така мисли полицията – но Монк има друго на ум. |    |                                                                                |              |                               |                      |                            |                     |
| 13 | 13 | Г-н Монк и самолетът ("Mr. Monk and the Airplane")                             | Адам Шенкман | Дейвид Стърн                  | 18 октомври 2002 г.  | 24 януари 2007 г.          | 4,25                |
| Монк излиза смело срещу недрожелюбното небе – и намира убийство във въздуха! |    |                                                                                |              |                               |                      |                            |                     |

## Сезон 2: 2003-2004
| Номер | Заглавие                           | Първо излъчване в САЩ | Първо излъчване в България |
| --- | ---------------------------------- | --------------------- | -------------------------- |
| 14 (2-01) | „Г-н Монк отива на училище“        | 20 юни 2003 г.        | 25 януари 2007 г.          |
| Монк си намира работа като заместник учител в гимназия, за да определи дали падането на учителка от часовниковата кула е наистина самоубийство или урок по убийство. |                                    |                       |                            |
| 15 (2-02) | „Г-н Монк отива в Мексико“         | 27 юни 2003 г.        | 29 януари 2007 г.          |
| Монк придава ново значение на израза „Не пий от водата“, когато пътува до Мексико, за да разследва загадъчната смърт на скачач с парашут, който според сведенията се е удавил... във въздуха. |                                    |                       |                            |
| 16 (2-03) | „Г-н Монк отива на мач“            | 11 юли 2003 г.        | 30 януари 2007 г.          |
| Когато безскрупулен съсобственик и съпругата му са примамени към смъртта си, Монк свързва убийствата с голям бейзболен играч и неговия поход към рекорд за хоум рън. |                                    |                       |                            |
| 17 (2-04) | „Г-н Монк отива на цирк“           | 18 юли 2003 г.        | 31 януари 2007 г.          |
| Когато ръководителят на цирк е убит при каскада, всички следи водят към отмъстителната му бивша съпруга. Но как акробатичната му бивша е извършила престъплението със счупен крак? |                                    |                       |                            |
| 18 (2-05) | „Г-н Монк и старецът“              | 25 юли 2003 г.        | 1 февруари 2007 г.         |
| Капитан Стотълмайър взима страница от книгата на Монк, за да установи защо някой би искал да убие най-стария човек на света. |                                    |                       |                            |
| 19 (2-06) | „Г-н Монк отива на театър“         | 1 август 2003 г.      | 5 февруари 2007 г.         |
| Гейл, сестрата на Шарона, получава роля в местна театрална постановка, за която всяка актриса би убила. Но когато актьорът, който играе любовното ѝ влечение, умира в една от сцените, полицията е убедена, че тя е приела ролята си твърде на сериозно. Шарона и майка ѝ карат Монк да застане в светлината на прожекторите и да открие истинския убиец, преди завесата да се е спуснала над Гейл завинаги. |                                    |                       |                            |
| 20 (2-07) | „Г-н Монк и спящият заподозрян“    | 8 август 2003 г.      | 6 февруари 2007 г.         |
| Монк е убеден, че знае кой стои зад серия от бомби по пощата, избухващи около целия Сан Франциско. Единственият проблем е, че главният заподозрян... е в кома. |                                    |                       |                            |
| 21 (2-08) | „Г-н Монк и плейбоят“              | 15 август 2003 г.     | 7 февруари 2007 г.         |
| Когато издателят на известно списание се задушава до смърт при загадъчни обстоятелства, всички следи водят до популярния дворец „Имението на Сапфира“. Но докато уикенд зад вратите на легендарния имот е фантазията на всеки мъж, това се оказва най-лошият кошмар на Ейдриън Монк. |                                    |                       |                            |
| 22 (2-09) | „Г-н Монк и дванайсетия заседател“ | 22 август 2003 г.     | 8 февруари 2007 г.         |
| Когато поредица от убийства, разстилана из целия град остава неразрешена, Монк е повикан, за да намери връзката между жертвите и да спре убиеца преди следващия му удар. |                                    |                       |                            |
| 23 (2-10) | „Г-н Монк и вестникарят“           | 16 януари 2004 г.     | 12 февруари 2007 г.        |
| Когато вестникарят му е убит, Монк се обръща към страниците на вестника за някакви следи, за да разреши объркващото престъпление. |                                    |                       |                            |
| 24 (2-11) | „Г-н Монк и трите пая“             | 23 януари 2004 г.     | 13 февруари 2007 г.        |
| Какво би си струвало, за да се убие заради един черешов пай? Монк разбира отговора с малко помощ от брат си Амброуз, с който не се е чувал от дълго време. |                                    |                       |                            |
| 25 (2-12) | „Г-н Монк и телевизионната звезда“ | 30 януари 2004 г.     | 14 февруари 2007 г.        |
| Монк подозира, че звездата от известен криминален сериал е убил бившата си жена. Единственият му проблем обаче, е солидното като скала алиби на актьора. |                                    |                       |                            |
| 26 (2-13) | „Г-н Монк и изчезналата баба“      | 6 февруари 2004 г.    | 15 февруари 2007 г.        |
| Студентка по право обещава на Монк, че ще се го върне на работа в полицията, ако в замяна той помогне в намирането на похитителите на обичаната ѝ баба. |                                    |                       |                            |
| 27 (2-14) | „Г-н Монк и жената на капитана“    | 13 февруари 2004 г.   | 19 февруари 2007 г.        |
| Когато жената на капитана става жертва на видим дружествен спор, тръгнал встрани, всичко зависи от Монк да разбере какво наистина е станало и да успокои Стотълмайър. |                                    |                       |                            |
| 28 (2-15) | „Г-н Монк се жени“                 | 27 февруари 2004 г.   | 21 февруари 2007 г.        |
| Монк и Шарона трябва да се преструват на женена двойка, за да се доберат до измамник, който е успял да излъже майката на лейтенант Дишър. |                                    |                       |                            |
| 29 (2-16) | „Г-н Монк отива в затвора“         | 5 март 2004 г.        | 14 април 2007 г.           |
| Когато осъден на смърт затворник е убит 45 минути преди екзекуцията си, Монк влиза в затвора, за да разбере защо. |                                    |                       |                            |

## Сезон 3: 2004-2005
| Номер     | Заглавие                          | Първо излъчване в САЩ | Първо излъчване в България |
| --------- | --------------------------------- | --------------------- | -------------------------- |
| 30 (3-01) | „Г-н Монк превзема Манхатън“      | 18 юни 2004 г.        | 11 юни 2007 г.             |
|           |                                   |                       |                            |
| 31 (3-02) | „Г-н Монк и паник стаята“         | 25 юни 2004 г.        | 12 юни 2007 г.             |
|           |                                   |                       |                            |
| 32 (3-03) | „Г-н Монк и тъмнината“            | 9 юли 2004 г.         | 13 юни 2007 г.             |
|           |                                   |                       |                            |
| 33 (3-04) | „Г-н Монк бива уволнен“           | 16 юли 2004 г.        | 14 юни 2007 г.             |
|           |                                   |                       |                            |
| 34 (3-05) | „Г-н Монк се среща с кръстника“   | 23 юли 2004 г.        | 18 юни 2007 г.             |
|           |                                   |                       |                            |
| 35 (3-06) | „Г-н Монк и омагьосаната“         | 30 юли 2004 г.        | 19 юни 2007 г.             |
|           |                                   |                       |                            |
| 36 (3-07) | „Г-н Монк и служителят на месеца“ | 6 август 2004 г.      | 20 юни 2007 г.             |
|           |                                   |                       |                            |
| 37 (3-08) | „Г-н Монк и телевизионната игра“  | 13 август 2004 г.     | 21 юни 2007 г.             |
|           |                                   |                       |                            |
| 38 (3-09) | „Г-н Монк си пие лекарството“     | 20 август 2004 г.     | 25 юни 2007 г.             |
|           |                                   |                       |                            |
| 39 (3-10) | „Г-н Монк и червената херинга“    | 21 януари 2005 г.     | 27 юни 2007 г.             |
|           |                                   |                       |                            |
| 40 (3-11) | „Г-н Монк срещу кобрата“          | 28 януари 2005 г.     | 28 юни 2007 г.             |
|           |                                   |                       |                            |
| 41 (3-12) | „Г-н Монк и клаустрофобията“      | 4 февруари 2005 г.    | 2 юли 2007 г.              |
|           |                                   |                       |                            |
| 42 (3-13) | „Г-н Монк попада в задръстване“   | 11 февруари 2005 г.   | 3 юли 2007 г.              |
|           |                                   |                       |                            |
| 43 (3-14) | „Г-н Монк отива в Лас Вегас“      | 18 февруари 2005 г.   | 4 юли 2007 г.              |
|           |                                   |                       |                            |
| 44 (3-15) | „Г-н Монк и изборите“             | 25 февруари 2005 г.   | 5 юли 2007 г.              |
|           |                                   |                       |                            |
| 45 (3-16) | „Г-н Монк и детето“               | 4 март 2005 г.        | 9 юли 2007 г.              |
|           |                                   |                       |                            |

## Сезон 4: 2005-2006
| Номер     | Заглавие                           | Първо излъчване в САЩ | Първо излъчване в България |
| --------- | ---------------------------------- | --------------------- | -------------------------- |
| 46 (4-01) | „Г-н Монк и другият детектив“      | 8 юли 2005 г.         | 10 юли 2007 г.             |
|           |                                    |                       |                            |
| 47 (4-02) | „Г-н Монк се връща у дома“         | 15 юли 2005 г.        | 11 юли 2007 г.             |
|           |                                    |                       |                            |
| 48 (4-03) | „Г-н Монк в леглото“               | 22 юли 2005 г.        | 12 юли 2007 г.             |
|           |                                    |                       |                            |
| 49 (4-04) | „Г-н Монк отива в офиса“           | 29 юли 2005 г.        | 16 юли 2007 г.             |
|           |                                    |                       |                            |
| 50 (4-05) | „Г-н Монк се напива“               | 5 август 2005 г.      | 17 юли 2007 г.             |
|           |                                    |                       |                            |
| 51 (4-06) | „Г-н и госпожа Монк“               | 12 август 2005 г.     | 18 юли 2007 г.             |
|           |                                    |                       |                            |
| 52 (4-07) | „Г-н Монк отива на сватба“         | 19 август 2005 г.     | 19 юли 2007 г.             |
|           |                                    |                       |                            |
| 53 (4-08) | „Г-н Монк и малкият Монк“          | 26 август 2005 г.     | 23 юли 2007 г.             |
|           |                                    |                       |                            |
| 54 (4-09) | „Г-н Монк и Дядо Коледа“           | 2 декември 2005 г.    | 24 юли 2007 г.             |
|           |                                    |                       |                            |
| 55 (4-10) | „Г-н Монк отива на модно ревю“     | 13 януари 2006 г.     | 25 юли 2007 г.             |
|           |                                    |                       |                            |
| 56 (4-11) | „Г-н Монк си удря главата“         | 20 януари 2006 г.     | 26 юли 2007 г.             |
|           |                                    |                       |                            |
| 57 (4-12) | „Г-н Монк и женитбата на капитана“ | 27 януари 2006 г.     | 30 юли 2007 г.             |
|           |                                    |                       |                            |
| 58 (4-13) | „Г-н Монк и голямата награда“      | 3 февруари 2006 г.    | 31 юли 2007 г.             |
|           |                                    |                       |                            |
| 59 (4-14) | „Г-н Монк и астронавтът“           | 3 март 2006 г.        | 1 август 2007 г.           |
|           |                                    |                       |                            |
| 60 (4-15) | „Г-н Монк отива на зъболекар“      | 10 март 2006 г.       | 2 август 2007 г.           |
|           |                                    |                       |                            |
| 61 (4-16) | „Г-н Монк става съдебен заседател“ | 17 март 2006 г.       | 25 август 2007 г.          |
|           |                                    |                       |                            |

## Сезон 5: 2006-2007
| Номер     | Заглавие                             | Първо излъчване в САЩ | Първо излъчване в България |
| --------- | ------------------------------------ | --------------------- | -------------------------- |
| 62 (5-01) | „Г-н Монк и актьорът“                | 7 юли 2006 г.         | 21 октомври 2008 г.        |
|           |                                      |                       |                            |
| 63 (5-02) | „Г-н Монк и стачката на боклукчиите“ | 14 юли 2006 г.        | 24 октомври 2008 г.        |
|           |                                      |                       |                            |
| 64 (5-03) | „Г-н Монк и голямата игра“           | 21 юли 2006 г.        | 25 октомври 2008 г.        |
|           |                                      |                       |                            |
| 65 (5-04) | „Г-н Монк не вижда нищо“             | 28 юли 2006 г.        | 28 октомври 2008 г.        |
|           |                                      |                       |                            |
| 66 (5-05) | „Г-н Монк, частен детектив“          | 4 август 2006 г.      | 29 октомври 2008 г.        |
|           |                                      |                       |                            |
| 67 (5-06) | „Г-н Монк и срещата на випуска“      | 11 август 2006 г.     | 30 октомври 2008 г.        |
|           |                                      |                       |                            |
| 68 (5-07) | „Г-н Монк сменя психиатъра си“       | 18 август 2006 г.     | 31 октомври 2008 г.        |
|           |                                      |                       |                            |
| 69 (5-08) | „Г-н Монк отива на рок концерт“      | 25 август 2006 г.     | 1 ноември 2008 г.          |
|           |                                      |                       |                            |
| 70 (5-09) | „Г-н Монк се среща с баща си“        | 17 ноември 2006 г.    | 4 ноември 2008 г.          |
|           |                                      |                       |                            |
| 71 (5-10) | „Г-н Монк и прокаженият“             | 22 декември 2006 г.   | 7 ноември 2008 г.          |
|           |                                      |                       |                            |
| 72 (5-11) | „Г-н Монк си намира приятел“         | 19 януари 2007 г.     | 8 ноември 2008 г.          |
|           |                                      |                       |                            |
| 73 (5-12) | „Г-н Монк на Вашите услуги“          | 26 януари 2007 г.     | 11 ноември 2008 г.         |
|           |                                      |                       |                            |
| 74 (5-13) | „Г-н Монк в ефир“                    | 2 февруари 2007 г.    | 12 ноември 2008 г.         |
|           |                                      |                       |                            |
| 75 (5-14) | „Г-н Монк посещава ферма“            | 9 февруари 2007 г.    | 13 ноември 2008 г.         |
|           |                                      |                       |                            |
| 76 (5-15) | „Г-н Монк и мъртвият човек“          | 23 февруари 2007 г.   | 14 ноември 2008 г.         |
|           |                                      |                       |                            |
| 77 (5-16) | „Г-н Монк отива в болницата“         | 2 март 2007 г.        | 15 ноември 2008 г.         |
|           |                                      |                       |                            |

## Сезон 6: 2007-2008
| Номер     | Заглавие                                 | Първо излъчване в САЩ | Първо излъчване в България |
| --------- | ---------------------------------------- | --------------------- | -------------------------- |
| 78 (6-01) | „Г-н Монк и най-голямата му почитателка“ | 13 юли 2007 г.        | 10 ноември 2009 г.         |
|           |                                          |                       |                            |
| 79 (6-02) | „Г-н Монк и рапърът“                     | 20 юли 2007 г.        | 11 ноември 2009 г.         |
|           |                                          |                       |                            |
| 80 (6-03) | „Г-н Монк и нудистът“                    | 27 юли 2007 г.        | 12 ноември 2009 г.         |
|           |                                          |                       |                            |
| 81 (6-04) | „Г-н Монк и лошата приятелка“            | 3 август 2007 г.      | 13 ноември 2009 г.         |
|           |                                          |                       |                            |
| 82 (6-05) | „Г-н Монк, птичките и пчеличките“        | 10 август 2007 г.     | 14 ноември 2009 г.         |
|           |                                          |                       |                            |
| 83 (6-06) | „Г-н Монк и заровеното съкровище“        | 17 август 2007 г.     | 17 ноември 2009 г.         |
|           |                                          |                       |                            |
| 84 (6-07) | „Г-н Монк и смелчакът“                   | 24 август 2007 г.     | 18 ноември 2009 г.         |
|           |                                          |                       |                            |
| 85 (6-08) | „Г-н Монк и погрешният човек“            | 7 септември 2007 г.   | 19 ноември 2009 г.         |
|           |                                          |                       |                            |
| 86 (6-09) | „Г-н Монк е буден цяла нощ“              | 14 септември 2007 г.  | 20 ноември 2009 г.         |
|           |                                          |                       |                            |
| 87 (6-10) | „Г-н Монк и убиецът на Дядо Коледа“      | 7 декември 2007 г.    | 21 ноември 2009 г.         |
|           |                                          |                       |                            |
| 88 (6-11) | „Г-н Монк постъпва в секта“              | 11 януари 2008 г.     | 24 ноември 2009 г.         |
|           |                                          |                       |                            |
| 89 (6-12) | „Г-н Монк отива до банката“              | 18 януари 2008 г.     | 25 ноември 2009 г.         |
|           |                                          |                       |                            |
| 90 (6-13) | „Г-н Монк и трите Джулии“                | 25 януари 2008 г.     | 26 ноември 2009 г.         |
|           |                                          |                       |                            |
| 91 (6-14) | „Г-н Монк рисува своя шедьовър“          | 1 февруари 2008 г.    | 27 ноември 2009 г.         |
|           |                                          |                       |                            |
| 92 (6-15) | „Г-н Монк е беглец, първа част“          | 15 февруари 2008 г.   | 28 ноември 2009 г.         |
|           |                                          |                       |                            |
| 93 (6-16) | „Г-н Монк е беглец, втора част“          | 22 февруари 2008 г.   | 1 декември 2009 г.         |
|           |                                          |                       |                            |

## Сезон 7: 2008-2009
| Номер      | Заглавие                          | Първо излъчване в САЩ | Първо излъчване в България |
| ---------- | --------------------------------- | --------------------- | -------------------------- |
| 94 (7-01)  | „Г-н Монк си купува къща“         | 18 юли 2008 г.        | 24 май 2011 г.             |
|            |                                   |                       |                            |
| 95 (7-02)  | „Г-н Монк и геният“               | 25 юли 2008 г.        | 26 май 2011 г.             |
|            |                                   |                       |                            |
| 96 (7-03)  | „Г-н Монк и лотарията“            | 1 август 2008 г.      | 27 май 2011 г.             |
|            |                                   |                       |                            |
| 97 (7-04)  | „Г-н Монк отнася юмрук“           | 8 август 2008 г.      | 28 май 2011 г.             |
|            |                                   |                       |                            |
| 98 (7-05)  | „Г-н Монк е в подводница“         | 15 август 2008 г.     | 31 май 2011 г.             |
|            |                                   |                       |                            |
| 99 (7-06)  | „Г-н Монк се влюбва“              | 22 август 2008 г.     | 1 юни 2011 г.              |
|            |                                   |                       |                            |
| 100 (7-07) | „Г-н Монк и стотният му случай“   | 5 септември 2008 г.   | 2 юни 2011 г.              |
|            |                                   |                       |                            |
| 101 (7-08) | „Г-н Монк отива при хипнотизатор“ | 12 септември 2008 г.  | 3 юни 2011 г.              |
|            |                                   |                       |                            |
| 102 (7-09) | „Г-н Монк и чудото“               | 28 ноември 2008 г.    | 4 юни 2011 г.              |
|            |                                   |                       |                            |
| 103 (7-10) | „Другият брат на г-н Монк“        | 9 януари 2009 г.      | 7 юни 2011 г.              |
|            |                                   |                       |                            |
| 104 (7-11) | „Г-н Монк на количка“             | 16 януари 2009 г.     | 8 юни 2011 г.              |
|            |                                   |                       |                            |
| 105 (7-12) | „Г-н Монк и съседката“            | 23 януари 2009 г.     | 9 юни 2011 г.              |
|            |                                   |                       |                            |
| 106 (7-13) | „Г-н Монк участва в плейофите“    | 30 януари 2009 г.     | 10 юни 2011 г.             |
|            |                                   |                       |                            |
| 107 (7-14) | „Г-н Монк и побойникът“           | 6 февруари 2009 г.    | 11 юни 2011 г.             |
|            |                                   |                       |                            |
| 108 (7-15) | „Г-н Монк и фокусникът“           | 13 февруари 2009 г.   | 14 юни 2011 г.             |
|            |                                   |                       |                            |
| 109 (7-16) | „Г-н Монк се бори с общината“     | 20 февруари 2009 г.   | 15 юни 2011 г.             |
|            |                                   |                       |                            |

## Сезон 8: 2009
| Номер | Заглавие                            | Първо излъчване в САЩ | Първо излъчване в България |
| --- | ----------------------------------- | --------------------- | -------------------------- |
| 110 (8-01) | „Любимият сериал на г-н Монк“       | 7 август 2009 г.      | 7 октомври 2012 г.         |
| Монк трябва да приеме чувствата си на момче-фен към актриса, която се е снимала като дете в ситком в стил "Брейди Бънч" в младостта му след опит за убийството й.                                                                               |                                     |                       |                            |
| 111 (8-02) | „Г-н Монк и чужденецът“             | 14 август 2009 г.     | 14 октомври 2012 г.        |
| Монк пренебрегва делото си за плащане за друг случай, който включва мъртва съпруга, жертва на катастрофа, която е била на посещение в Нигерия.                                                                                                  |                                     |                       |                            |
| 112 (8-03) | „Г-н Монк и НЛО-то“                 | 21 август 2009 г.     | 21 октомври 2012 г.        |
| Монк трябва да отстоява своята разбирания, докато помага на шерифа в отдалечен град в Невада с разследване на убийство, след като забелязва нещо, което може да е НЛО.                                                                          |                                     |                       |                            |
| 113 (8-04) | „Г-н Монк е друг човек“             | 28 август 2009 г.     | 28 октомври 2012 г.        |
| Монк е помолен да отиде под прикритие, когато неговият двойник, мафиотски убиец, неочаквано умира, оставяйки федералните агенти без следи за следващата му жертва.                                                                              |                                     |                       |                            |
| 114 (8-05) | „Г-н Монк се явява в съда“          | 11 септември 2009 г.  | 15 юни 2013 г.             |
| След като Стотълмайер и Монк са разбити в съда по дело за убийство, заради което обвиняемия е освободен, Монк губи увереността си. Междувременно Дишър се опитва да помогне на момче, на което е бил ментор, което е обвинено в друго убийство. |                                     |                       |                            |
| 115 (8-06) | „Г-н Монк и критикът“               | 18 септември 2009 г.  | 16 юни 2013 г.             |
| След като критик отправя критики за изпълнението на Джули в пиеса, Натали се опитва да убеди Монк, че той е извършил убийство по време на представлението.                                                                                      |                                     |                       |                            |
| 116 (8-07) | „Г-н Монк и вуду проклятието“       | 25 септември 2009 г.  | 22 юни 2013 г.             |
| Натали проявява изненадващо суеверие, когато Монк се консултира по случай, който включва вуду. За нещастие, нейното безпокойство се превръща в ужас, когато убиецът се прицелва в нея.                                                          |                                     |                       |                            |
| 117 (8-08) | „Г-н Монк отива на групова терапия“ | 9 октомври 2009 г.    | 23 юни 2013 г.             |
| Ново ограничение на HMO за индивидуална терапия принуждава Монк да се присъедини към една от групите на д-р Бел, точно когато нейните членове биват убивани.                                                                                    |                                     |                       |                            |
| 118 (8-09) | „Честит рожден ден, г-н Монк“       | 16 октомври 2009 г.   | 29 юни 2013 г.             |
| Докато Натали се опитва да изненада Монк с най-доброто парти за 50-ия рожден ден, портиер и патентен адвокат са убити по време на пускането на първата прахосмукачка със самопочистващ се филтър.                                               |                                     |                       |                            |
| 119 (8-10) | „Г-н Монк и Шарона“                 | 23 октомври 2009 г.   | 30 юни 2013 г.             |
| Голяма награда за Шарона е застрашена, когато Монк вярва, че чичо й е бил убит, а не загинал от случайно падане, и разследването ще тества нервите на всички, докато Натали и Шарона маркират своите територии.                                 |                                     |                       |                            |
| 120 (8-11) | „Г-н Монк и кучето“                 | 30 октомври 2009 г.   | 6 юли 2013 г.              |
| Докато търси това, което отделът се надява да е изчезнала жена, Монк прибира нейното куче. |                                     |                       |                            |
| 121 (8-12) | „Г-н Монк отива на излет“           | 6 ноември 2009 г.     | 7 юли 2013 г.              |
| В опит да ухажва единствения неподвижен човек в комисията за възстановяване, Монк придружава проблемния син на мъжа и къмпингуващата група на Ранди – където те скоро се оказват в конфликт с опасни крадци на бронирани коли.                  |                                     |                       |                            |
| 122 (8-13) | „Г-н Монк става кум“                | 13 ноември 2009 г.    | 13 юли 2013 г.             |
| Докато разследва смъртта на мъж, намерен прострелян и изгорен до неузнаваемост, нещата започват да се объркват ужасно много за Стотълмайер и неговата бъдеща булка, което я кара да се замисли.                                                 |                                     |                       |                            |
| 123 (8-14) | „Г-н Монк и значката“               | 20 ноември 2009 г.    | 20 юли 2013 г.             |
| Монк най-накрая получава значката си – но първият му случай отново в полицията се оказва труден, тъй като той се опитва да свърже сериен убиец с корупцията в полицията.                                                                        |                                     |                       |                            |
| 124 (8-15) | „Г-н Монк и краят, първа част“      | 27 ноември 2009 г.    | 1 септември 2013 г.        |
| Разследване връща Монк обратно към мястото, където за първи път е чул за убийството на Труди, но съдбата му за съжаление е решена, докато той се връща по стъпките си в онзи съдбоносен ден.                                                    |                                     |                       |                            |
| 125 (8-16) | „Г-н Монк и краят, втора част“      | 4 декември 2009 г.    | 8 септември 2013 г.        |
| Записана на видеозапис следа от Труди предоставя на Монк уликите, от които се нуждае, за да разкрие нейното убийство - но той има много малко време, за да хване убиеца й, докато разбере какво го е отровило.                                  |                                     |                       |                            |

## Любопитно
- В епизода „Г-н Монк и паник стаята“, който е излъчен за пръв път в България на 12 юни 2007 г., оригиналното заглавие не е изписано на английски, а на немски, докато ясно се чува, че говорът върху който е записан българският дублаж, е английски. Това важи за повторенията по bTV и GTV. При излъчването си по Диема и Диема 2, понеже сериалът е закупен наново, заглавието и по двата канала е на английски.
- При излъчването си на 13 ноември 2009 г. в България заглавието на епизода „Г-н Монк и лошата приятелка“ не е съобщено и по този начин остава официално непреведено. При първото си повторно излъчване на 24 март 2010 г. по bTV Comedy е прочетено, както ще бъде и при всички останали повторения.
- Заглавието на епизода „Г-н Монк е беглец“ е грешно преведено „Г-н Монк отново е беглец“ въпреки факта, че в оригиналното заглавие никъде не се споменава думата „отново“, а и в самия сериал допреди това Монк не е бил преследван от закона.
- Заглавието на епизода „Г-н Монк и стотният му случай“, излъчен за пръв път в България на 2 юни 2011 г., не е прочетено.
- „Честит рожден ден, г-н Монк“ е единственият епизод, чието заглавие не започва с „Г-н Монк“. В България обаче има още един епизод, заради чийто превод това е така, и това е „Любимият сериал на г-н Монк“, който на английски е „Mr. Monk's Favorite Show“. За да се спази правилото, заглавието е можело да се преведе като „Г-н Монк и любимият му сериал“.